# Сивотрба веверица
Сивотрба веверица (лат. Callosciurus caniceps, енгл. Grey-bellied squirrel) је сисар из реда глодара (Rodentia) и породице веверица (Sciuridae).

## Распрострањење
Ареал врсте је ограничен на мањи број држава. Врста је присутна у следећим државама: Кина, Тајланд, Бурма и Малезија. Присуство у Лаосу је непотврђено.

## Станиште
Станиште врсте су шуме. Врста је присутна на подручју реке Меконг у Југоисточној Азији.

## Угроженост
Ова врста је наведена као последња брига, јер има широко распрострањење и честа је врста.